# Міжнародний конгрес зі збагачення вугілля
Міжнародний конгрес зі збагачення вугілля (рос. Международный конгресс по обогащению углей, англ. International Coal Preparation Congress (ICPC), нім. Internationaler Kongress m für Kohlenaufbereitung) — форуми скликаються кожні 3 — 4 роки, за винятком 6-го конгресу, який проходив з семирічною перервою (табл.).
| Конггрес | Рік  | Місце проведення, країна-організатор | Кількість країн | Кількість учасників |
| 1        | 1950 | Париж (Франція)                      | 17              | 338                 |
| 2        | 1954 | Ессен (ФРН)                          | 20              | 770                 |
| 3        | 1958 | Брюссель, Льєж (Бельгія)             | 24              | 880                 |
| 4        | 1962 | Харрогіт (Велика Британія)           | 20              | 800                 |
| 5        | 1966 | Пітсбург (США)                       | 15              | 400                 |
| 6        | 1973 | Париж (Франція)                      | 21              | 283*                |
| 7        | 1976 | Сідней (Австралія)                   | 20              | 500                 |
| 8        | 1979 | Донецьк (СРСР, Україна)              | 27              | 484                 |
| 9        | 1982 | Делі (Індія)                         | 15              | 533                 |
| 10       | 1986 | Едмонтон (Канада)                    | 21              | 376*                |
| 11       | 1990 | Токіо (Японія)                       | 20              | 255*                |
| 12       | 1994 | Краків (Польща)                      | 24              | 352*                |
| 13       | 1998 | Брисбен (Австралія)                  | 15              | 352*                |
| 14       | 2002 | (Йоганнесбурґ) ПАР                   | 17              | 338*                |
| 15       | 2006 | Пекін (Китай)                        | 21              | 249*                |
| 17       | 2013 | Стамбул (Туреччина)                  | 21              | 249*                |
| 19       | 2019 | Нью Делі(Індія)                      |                 |                     |

- плюс неврахована кількість учасників від країни-організатора

Осн. завдання конгресу: сприяння наук.-техн. співпраці для прогресу в збагаченні вугілля і у вирішенні екологічних проблем на основі всебічного обговорення питань техн. розвитку, обмін інформацією про досягнення науки, техніки і технологій вуглезбагачення, посилення ділових контактів і обміну досвідом практичного використання в збагаченні вугілля прогресивної технології і високопродуктивної техніки. Кожен з конґресів традиційно має своє гасло, в якому сконцентровано тенденцію розвитку вуглезбагачувальної галузі на час проведення конґресу. Так, на XIV конґресі у 2002 р. були констатовані тенденції зниження втрат вугілля, маловідходна технологія збагачення, автоматизація і комп'ютеризація управління якістю. На XV конґресі (2006) — створення екологічно чистих вуглезбагачувальних фабрик. Наступний конгрес відбудеться у США.

## Інтернет-ресурси
- Organizing Committee of International Coal Preparation Congress Completes its Work